# Czernolesskoje
Czernolesskoje (ros. Чернолесское) – wieś w Rosji, w Kraju Stawropolskim, w rejonie nowosielickim. W 2010 liczyła 5557 mieszkańców.

## Urodzeni
- Wasilij Pietrow - Marszałek Związku Radzieckiego.